# صورة ظلية

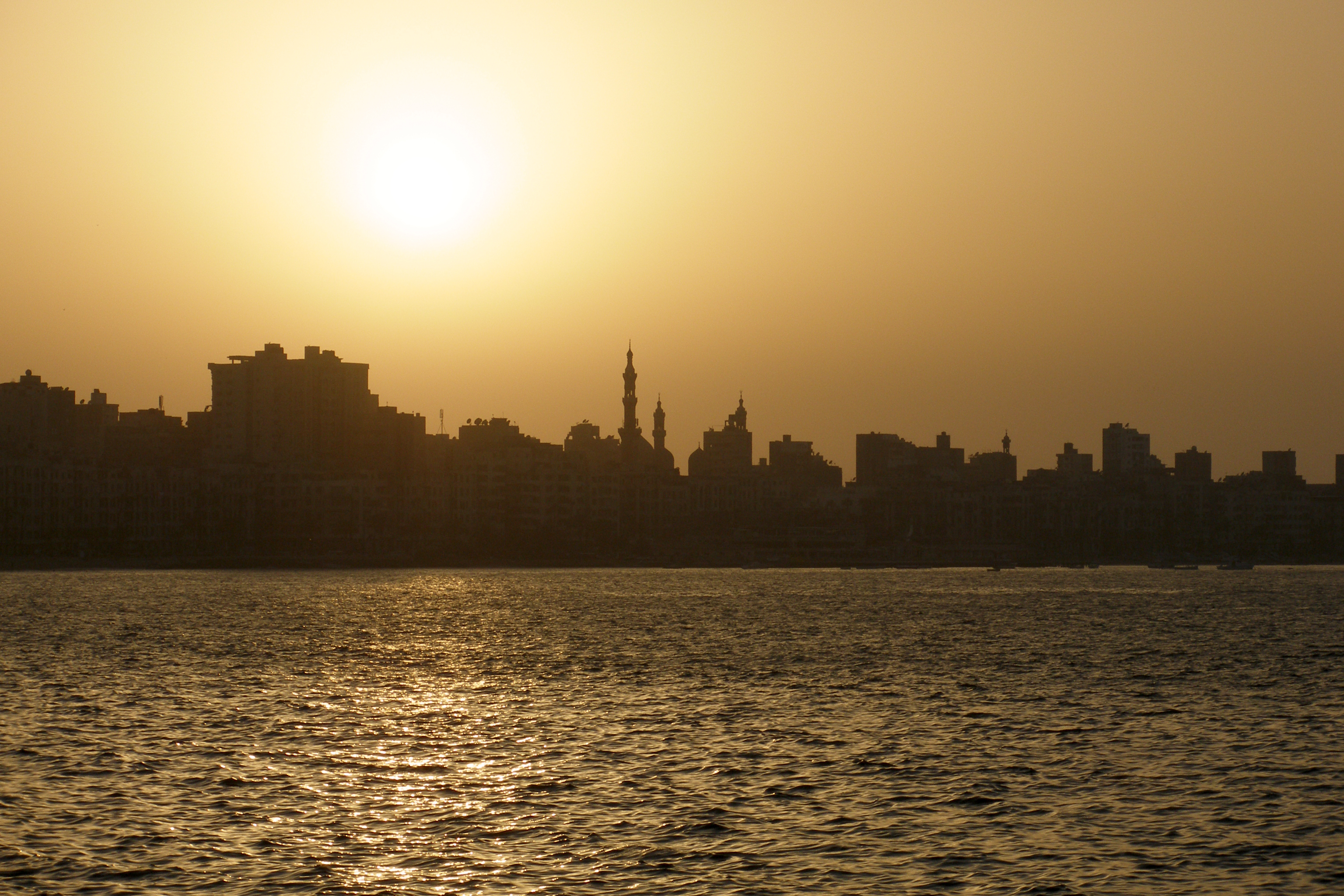
التصوير باتجاه مصدر الضوء - كالشمس مثلا - لا يُظهر إلا خيال الصورة

الصورة الظليَّة هو نوع من الفنون يعتمد على استعمال اللون الأسود على خلفية بيضاء لإظهار الحدود الخارجية للشكل، ويطلق عليه أحياناً التصوير التضادي لأنه ينفذ بطريقة عكسية للإضاءة أو الرسم، يعتمد هذا الفن في الأساس على الرسم لذلك يجب أن يكون فنان السلويت رساما حتى يجيد فيه. كما يتميز بالبساطة حيث يعتمد على أدوات بسيطة وهي المقص والورقة البيضاء والسوداء ولا يستغرق تنفيذه الكثير من الوقت، لم ينتشر هذا الفن بصورة كبير كباقي الفنون لكنه موجود بصورة أكبر في فرنسا وألمانيا واليابان عن باقي الدول.

## الأسماء
وللصورة الظلية أسماء عديدة منها: الخَيَال أو الخَيالة أو الظَّلَالة أو المُظَلَّلَة أو الطَّلَالة أو الصورة الشبحية أو السَّمَامة أو السَّوادة أو السَّدَف أو المُسلوتة أو السلويت

## الانتشار في أوروبا
في القرن الثامن عشر كان الرسامون يتقاضون مبالغ طائلة لقاء القيام برسم صورة الشخص الراغب في ذلك، وكان هذا الأمر في متناول عدد قليل من الناس فقط، ولهذا السبب، كانت رسوم الخيال منتشرة في ذلك الوقت إلى درجة معينة.

## طريقة العمل
كان على الشخص الذي يريد الحصول على صورته الظلية، أن يجلس بين مصدر الضوء ولوحة الرسم بحيث تسمح إنارة الغرفة أن يظهر ظله بوضوح على لوحة الرسم، ويدير رأسه بحيث يعطي الظل شكلاً جانبياً مميزاً لذلك الشخص، فيقوم الرسام بتخطيط محيط الظل بالقلم، وبعد ذلك يلون المساحة المحصورة داخل المحيط بالحبر الصيني الأسود، ويقصه ويلصقه على ورقة بيضاء، وهكذا يصبح الرسم جاهزاً، وكان بالإمكان أيضاً تصغير محيط الخيال بعد تحديده حسب الرغبة بحيث لا يكون مطابقا للأصل باستخدام أداة تدعى البانتوغراف أو المنساخ، بنفس الطريقة تم رسم مشاهد ومناظر طبيعية كاملة.